# 屠殺者 (1922年の映画)
『屠殺者』（とさつしゃ、英: Manslaughter）は、1922年に製作されたアメリカ合衆国の映画。セシル・B・デミル監督。原作はアリス・デュアー・ミラー。

## キャスト
- ダニエル：トーマス・ミーアン（英語版）
- リディア：リートリス・ジョーイ（英語版）
- エヴァンズ：ロイス・ウィルソン
- ジョン・ミルターン
- ジョージ・フォーセット